# Nibbiola
Nibbiola est une commune italienne de moins de 1 000 habitants située dans la province de Novare, dans la région Piémont, dans le Nord-Ouest de l'Italie.

## Administration
| Période                                  | Période  | Identité           | Étiquette    | Qualité |
| ---------------------------------------- | -------- | ------------------ | ------------ | ------- |
| 28 juin 2004                             | En cours | Vincenzo Rocchetti | Lista Civica |         |
| Les données manquantes sont à compléter. |          |                    |              |         |

### Hameaux
Cascina Castellana, Cascina Caldare, Cascina Gambarera, Cascina Montarsello, Cascina La Valle, Cascina Romagnolo, Cascina Dossi, Cascina Pascoli, Cascina Vicaria.

### Communes limitrophes
Garbagna Novarese, Granozzo con Monticello, Novara, Terdobbiate, Vespolate.

### Évolution démographique
Habitants recensés

## Personnalités nées à Nibbiola
- Giuseppe Ravizza (1811-1885), inventeur de la machine à écrire.